# Grand prix national de l'architecture
Le grand prix national de l'architecture est un prix français décerné par un jury de vingt personnalités placées sous la présidence du ministère de la Culture à un architecte ou à une agence d'architecture installé en France, pour l'ensemble de son œuvre.

## Historique
Ce prix a été institué en 1975. Les années électorales, son organisation semble difficile (1988, 1995, 1997, 2002, 2007, 2012), mais pas impossible (1978, 1981, 1986, 1993). En 2020, le prix n'a pas été décerné à cause de la crise du Covid-19.
Un arrêté du 21 septembre 1990 modifie l'arrêté du 16 février 1989 instituant le Grand Prix de l'architecture, le Grand Prix de l'urbanisme et de l'art urbain, le Trophée de la promotion de l'architecture, le Trophée de la critique architecturale et le Trophée du paysage, modifié par l'arrêté du 13 avril 1989 instituant un Grand Prix de la promotion de l'architecture et un Grand Prix de la critique architecturale en remplacement des trophées correspondants.
En 2012, la députée Françoise Dumas dit : « La promotion de la qualité architecturale tient une place importante dans le programme. L’enjeu est de faire émerger une véritable culture architecturale, grâce à la poursuite d’événements tels que le grand prix national d’architecture, à la relance du label « Patrimoine du XXe siècle » et à la sensibilisation du public scolaire par des actions ponctuelles. Nous ne pouvons que partager cette préoccupation. »

## Liste des lauréats
Le lauréat reçoit un diplôme réalisé par l’artiste Daniel Buren.
| Année | Lauréat(s) | Réalisation(s) antérieure(s) principale(s) | Source |
| 1975  | Jean Willerval | Palais de justice de Lille (1965-1968) |        |
| 1976  | Roger Taillibert | Parc des Princes (1969-1972), Stade et parc olympiques de Montréal (1972-1976)                                                                                |        |
| 1977  | Paul Andreu ; Roland Simounet | Aéroport Paris-Charles-de-Gaulle (1964-1974) ; cinquantaine de réalisations en Algérie (1952-1962) *                                                          | - *    |
| 1978  | Jean Renaudie | rénovation du centre d'Ivry-sur-Seine (1970-1981), rénovation du centre de Givors (1974)                                                                      |        |
| 1979  | Claude Parent | Église Sainte-Bernadette du Banlay à Nevers (1963-1966), pavillon de l'Iran (1969)                                                                            |        |
| 1980  | Paul Chemetov | opérations à Saint-Ouen (Seine-Saint-Denis) (1975, 1978, 1980 puis 1983)                                                                                      |        |
| 1981  | Atelier de Montrouge (Gérard Thurnauer, Pierre Riboulet, et Jean-Louis Véret)                                                                          | Les Heures Claires à Istres (1970-1977), L’Arche Guédon à Marne-la-Vallée (1973-83)                                                                           |        |
| 1982  | Claude Vasconi | Forum des Halles (1975-1979) |        |
| 1983  | Henri Ciriani | Logements à Noisy-le-Grand (1980, 1981) et à Saint-Denis (1982)                                                                                               |        |
| 1984  | Edmond Lay | Caisse d'Épargne de Bordeaux à Mériadeck (1977), réalisations à Tarbes                                                                                        | [ 5 ]  |
| 1985  | Agence Andrault et Parat | Centre Tolbiac (1970-1973), Palais omnisports de Paris-Bercy (1979-1984)                                                                                      |        |
| 1986  | Adrien Fainsilber | Université Paris-Nord (1967-1977), Cité des sciences et de l'industrie et La Géode (1980-1986)                                                                | [ 6 ]  |
| 1987  | Jean Nouvel | Institut du monde arabe (1981-1987) |        |
|       | non décerné en 1988 | |        |
| 1989  | André Wogenscky * | Cité radieuse de Marseille (1945-1952) |        |
| 1990  | Francis Soler | Centre de conférences internationales du quai Branly (concours en 1990 non réalisé)                                                                           | [ 7 ]  |
| 1991  | Christian Hauvette | École nationale supérieure Louis-Lumière (1988) | [ 8 ]  |
| 1992  | Christian de Portzamparc | Cité de la musique (1984-1995) |        |
| 1993  | Dominique Perrault | Hôtel Industriel Jean-Baptiste Berlier, à Paris (1986-1990), Bibliothèque François-Mitterrand (1989-1997)                                                     |        |
|       | non décerné en 1994 et 1995 | |        |
| 1996  | Bernard Tschumi | Parc de la Villette (1982-1998) |        |
|       | non décerné en 1997 | |        |
| 1998  | Jacques Hondelatte | centre-ville de Niort (1991-1992) | [ 9 ]  |
| 1999  | Massimiliano Fuksas ** | Maison de la Communication à Guyancourt (1991), Maison des Arts à Pessac (1994-1995)                                                                          |        |
|       | non décerné de 2000 à 2003 puis passage à un rythme bisannuel                                                                                          | |        |
| 2004  | Patrick Berger | parc André-Citroën (1990-1992), viaduc des Arts (1990-1994)                                                                                                   |        |
| 2006  | Rudy Ricciotti | Le Pavillon Noir (1999-2006) |        |
| 2008  | Agence Lacaton et Vassal | UFR arts et sciences humaines, Grenoble (1995 puis 2001) |        |
| 2010  | Frédéric Borel | 131, rue Pelleport (1995-1998), ÉNS d'architecture de Paris-Val de Seine (2005-2007)                                                                          | [ 3 ]  |
| 2013  | Marc Barani | Pôle multimodal du tramway de Nice (2003-2007) |        |
| 2016  | Jean-Marc Ibos et Myrto Vitart | Palais des beaux-arts de Lille (1991-1997) | [ 10 ] |
| 2018  | Pierre-Louis Faloci | Rénovation du Musée Rodin (Paris), Musée de la bataille de Valmy (Marne), Centre d'histoire du Mémorial 14-18 (Lens), Eglise Notre-Dame de la Sagesse (Paris) | [ 11 ] |
|       | non décerné en 2020 | |        |
| 2022  | Atelier d'Architecture Philippe Prost (Philippe Prost, Gaël Lesterlin et Lucas Monsaingeon architectes associés, Catherine Seyler directrice associée) | Anneau de la Mémoire - Mémorial international de Notre-Dame-de-Lorette (2014), réhabilitation de l'hôtel de la Monnaie de Paris (2011-2017)                   | [ 12 ] |
| 2024  | Atelier d’architecture Perraudin (Gilles Perraudin et Jean-Manuel Perraudin)                                                                           | | [ 13 ] |

Le Grand prix national de l'architecture est décerné pour l'ensemble de l’œuvre du ou des architectes et non pour les seuls projets réalisés et listés en colonne de droite du tableau
En 2008, Anne Lacaton est la première femme à recevoir ce prix qu'elle partage avec Jean-Philippe Vassal. En 2016, la seconde femme primée est Myrto Vitart, elle partage le prix avec Jean-Marc Ibos.
Depuis 2022, le ministère a décidé de sélectionner des agences d’architecture plutôt que des personnes, pour s'adapter à l’évolution de la pratique architecturale.
* prix d'abord refusé par Henri Gaudin
** premier lauréat n'étant pas de nationalité française (installé à Paris de 1989 à 1996)